# 英雄王、武を極めるため転生す 〜そして、世界最強の見習い騎士♀〜
『英雄王、武を極めるため転生す 〜そして、世界最強の見習い騎士♀〜』（えいゆうおう ぶをきわめるためてんせいす そしてせかいさいきょうのみならいきし）は、ハヤケンによる日本のライトノベルおよびそれを原作とするメディアミックス作品。『小説家になろう』にて2019年3月12日より連載中。HJ文庫（ホビージャパン）より書籍化刊行されている。

## あらすじ
女神アリスティアの加護を受け、神の力を操る神騎士（）として巨大な国を打ち立て、国の為に生涯をささげた英雄王・イングリスは、老衰によってその生を終えようとしていた。そして死の直前に女神アリスティアが現れ、功績に報うため願いを叶えるという。それを聞いたイングリスは、もう一度生まれ変わり、次の人生では己の武を極めたいと願う。その願いは無事叶えられ未来で騎士の名家の子供に転生したが、何故か性別は女の子だった。
転生後のイングリス・ユークスは、0歳の時から前世の記憶と神騎士の能力を持っており、霊素（）が制御できたため、家に襲撃を賭けた蜥蜴の魔石獣に対峙して霊素弾（）で消滅させることが可能だった。6歳時の洗礼では神騎士として霊素を纏っていることで魔素（）の流れを弾いてしまうため、魔素を固定化刻印してできる魔印（）が授からず、正式な騎士にはなれず従騎士相当と判定される。そのことを内心喜んだイングリスは、ラフィニアを支える従騎士になると宣言し、その後の修行の日々を送る。
イングリス達は12歳の時に聖騎士のレオン、天恵武姫（）のエリス、天上人（）に出合い、その後の騒動ではイングリスが人型の魔石獣を霊素弾で倒した。
15歳に成長したイングリスとラフィニアは、王都に向かう道中で血鉄鎖旅団が起こした事件に巻き込まれたり、レオーネと出会い連携して魔石獣を倒すなどした後、三人一緒に王都のカイラル王立騎士アカデミーに入学する。

## 登場人物
声の項はメディアミックスにおける声優。リーディングライブのキャストは下記。

### 主要人物
イングリス・ユークス / クリス
声 - 鬼頭明里、麦人（老王）
本作の主人公。前世の英雄王イングリスが、城塞都市ユミルの騎士団長リューク・ユークスの娘イングリスとして転生した姿。
生まれついた時から神騎士（）の能力を持っており、常に魔素（）より上位の霊素（）を身にまとっている。この霊素は下位存在である魔素をはじくため、これを基に刻印される魔印（）を身に刻むことが出来ない。だがその実力は「特級印」を持ち最上位の魔印武具（）「天恵武姫（）」を振るう聖騎士をも遥かに凌駕しており、そもそも魔素の上位である霊素を扱えるため魔印武具になど頼らずとも魔石獣を討伐出来る。霊素を使うとあまりに強すぎるため、普段は霊素を下位の魔素へとあえて変換することでわざと大幅に戦闘力を低下させた状態で戦っている。これは武を極めるため戦っているのであり、蹂躙は望んでいないため。あえて自分の能力を制限して戦うことで戦いを楽しみながら修行も行える一石二鳥の手段。にもかかわらず、その状態でも特級印の聖騎士を上回ってしまっている。魔印はないが、実は霊素を使って魔印武具や天恵武姫を扱える。しかし、上級の魔印武具でも霊素には耐えられず使用後に崩壊してしまい、これに耐えられたのは天恵武姫だけだった。
自他ともに認める絶世の美少女に成長し、そのこと自体は悪くないと感じているが、この容姿が男性の目を引き付けることは内心嫌がっている。これは前世の老齢男性の意識があることに由来し、ラフィニアを孫娘のように感じたり、自身と男性との恋愛について拒否感を感じている。大人びた容貌に加えて胸の発育もよいため、時に実年齢以上の歳に見られる事がある。
武を極める、という今生の目的の為に基本的には自分が戦うことを最優先に考え、世情には余り興味を示さない。とにかく実力のある相手にやたらと手合わせをしようとしたり、戦いの機会を増やそうと画策するため、周りからは戦闘狂や獣のようにみられることがある。ラフィニアはイングリスのことを「天使の身体に武将の魂が宿ってる」「ドレスを着た野獣」と表現することがある。
ただし、戦う機会が出来ても相手が戦意喪失したり、状況の変化で勝負が有耶無耶になったりして満足に戦えないことが多く、運はあまり良くない模様。
ラフィニアの母親である伯母イリーナと母親セレーナの遺伝のせいで、ラフィニアとラファエルと揃って周りの人が驚くほど大喰らい。
ラフィニア・ビルフォード / ラニ
声 - 加隈亜衣
イングリスと同い年の従姉妹で幼なじみ。ビルフォード公爵家の娘。上級印の光の弓の魔印持ち。イングリスと兄ラファエルがお似合いだと思い、機会がある度に仲を取り持とうとする。イングリスを色々着せ替えさせるのが好きで、イングリスもそれを楽しんでいる。
明るい性格で愛嬌たっぷり。町ですれ違えば振り返ってしまうような可愛らしい少女。真面目で正義感が強く、いつも正しいと思った言動をとる。しかし胸の発育はいまひとつで、時折発育の良いイングリスやレオーネに嫉妬する時がある。
イングリスと同様に大喰らい。
ラファエル・ビルフォード
声 - 田丸篤志、山根綺（少年ラファエル）
ラフィニアの8歳年上の兄。とてもイケメンで、更に選ばれた英雄の証とでも言うべき特級印の魔印持ち。王立騎士アカデミー卒業後は王都で聖騎士を務めている。イングリスと同様に大喰らい。漫画版のオマケ四コマではアカデミー食堂勤務者の伝説となっており、その係累（イングリスとラフィニア）が入学してきたと知られた際に大騒ぎしていた。幼少期からイングリスに惚れているが、彼女からは何とも思われていない悲しき人物。
レオーネ・オルファー
声 - 楠木ともり
レオンの妹。上級印のサイズ変更可能な大剣の魔印持ち。虹の王（）が氷漬けになっている街であるアールメンで魔石獣との戦闘中、イングリスとラフィニアに出合う。
兄が国を裏切ったせいでアールメンの人々やリーゼロッテには冷淡に扱われていたが、イングリスとラフィニアとは友人になる。その後リーゼロッテとも和解し、4人1組で行動するようになる。
リーゼロッテ・アルーシア
声 - 倉持若菜
王立騎士アカデミー騎士科でラフィニア達と同級生。上級印の翼を持ち飛行可能な斧槍の魔印持ち。宰相の娘で公爵家令嬢。始めはレオンの妹であるレオーネを拒絶していたが、レオーネを理解してからはイングリス、ラフィニア、レオーネと4人1組で行動するようになる。漫画版6巻おまけによると、理想の男性は背中に鬼の貌が浮かぶ筋骨隆々の殿方とのこと。
セイリーン / リンちゃん
声 - 豊崎愛生
ノーヴァという街の執政官だった十代の後半程度に見える天上人の少女。慈悲深く、地上の人々を見下すことは無いため街の人々や孤児たちに慕われていたが、身近に仕えるふりをしていた血鉄鎖旅団の構成員に虹の粉薬（）を密かに飲まされ、魔石獣となり暴れる。
イングリスと黒仮面の男によってマスコットサイズに小さくされ、おとなしくなる。その後はイングリス達に同行し、リンちゃんと呼ばれている。リンちゃんは女性の豊かな胸元に潜り込むのが好きでイングリスとレオーネの胸がお気に入り。
兄であるセオドアに対して噛みついて拒絶するなどの行動があり、セイリーンとしての記憶や人格があるかどうかは不明。

### カーラリア王国・アカデミー
バン、レイ
リーゼロッテの従者であり、魔印持ちながら従騎士科に入学していた兄弟。アカデミーを退学した。退学した理由はリーゼロッテの父であるアールシアが宰相職を辞したことでリーゼの従者から外れて騎士科に転科するよう実家から指示が来るも、不義理が過ぎると断り退学した。漫画版6巻おまけによると、彼らは逆玉の輿を企んだ父親（子爵）に送り込まれたそうだが、媚びるような真似が気に入らず場を乱したことを理由に帰った。それを気に入った当時のリーゼロッテに友人として求められ、模擬戦をして負けたことをきっかけに従者となった。
エリス
声 - 白石晴香
イングリスとラフィニアが初めて出会った天恵武姫。レオンに同行してユミルを訪れた。この訪問で起きたトラブルが、ビルフォード公爵はじめ城塞都市ユミル関係者の不利にならないように手配した。大公派からカーラリア王国に授けられている。
リップル
声 - 大空直美
犬のような耳と尻尾を持つ獣人種の天恵武姫。元は地上の獣人で、地上にいた獣人種は殆ど魔石獣となり絶滅したと言われている。回転式拳銃型の魔印武具を2丁装備しており、遠距離で戦う。
教主連からカーラリア王国に授けられているが、元の派閥が違っていてもエリスとの仲は非常にいい。大公派がカーラリア王国に接近している情勢を受け、リップルの近くに魔石獣が転移発生するように教主連が細工をしたと考えられている。
教主連の細工と思われる現象が発覚した後、原因究明の為（とイングリスが魔石獣と戦う機会を増やす目的で）騎士アカデミーに預けられることになる。
その後、特級印の魔素を吸収し、一定量溜まると魔石獣を呼び出すために魔素を使用する仕組みであることが判明。獣人種が変化した魔石獣しか呼び出さないため、後に呼び出された魔石獣を全滅させ、呼び出そうにも魔石獣がもういない、という状況に持ち込むことで細工を無力化した。
ウェイン
声 - 笠間淳
カーラリア王国の王子。ラファエルの上司。金髪の美青年。
ミリエラ
声 - 安野希世乃
王立騎士アカデミーの校長。特級印の魔印持ち。ウェイン王子の護衛を兼ねた天上領留学の経験があり、セオドアは当時からの知り合い。おっとりした印象の女性だが、その実力は一級品。
ラティ
声 - 天﨑滉平
北の隣国アルカードから来た留学生。従騎士科でイングリスと同級生。
途中まで伏せられていたが実は王子。国元に義理の兄（王の兄の子で王の養子）がいる。
プラム
声 - 河野ひより
ラティの幼なじみで一緒にやってきた留学生。騎士科でラフィニア達と同級生。味方にバフを掛ける竪琴の魔印持ち。
カーリアス国王
声 - 木村雅史
カーラリア王国の王。
シルヴァ・エレイン
声 - 今井文也
生徒で唯一の特級印持ちで、近衛騎士団長レダス・エイレンの弟。ライフル型の魔印武具で遠距離戦を行う。
神経質かつ気が短いタイプ。従騎士科や無印者を見下したような発言をするが、これはあくまでも戦闘力の低い人物を危険にさらさせないための対応であり、悪意はない。実際に従騎士科が危険にさらされた際は身を挺して守り、本当に従騎士科を見下した発言には反論をしている。
過去にリップルに命を助けられたことがあり、自分が武器化したリップルを扱うに相応しい聖騎士になるべく努力している。ライフル型の魔印武具を使用しているのもそれが要因。
ユア
声 - 富田美憂
二回生であり、魔印を持たない無印者でありながらエースと扱われている規格外の生徒。イングリスにも良くわからない力を持ち、 魔印武具を使用せずとも素手で魔石獣にダメージを与える事が出来る。だが極度のめんどくさがりで戦いは避けたがる。
人の名前を覚えるのが苦手で、第一印象であだ名をつける。例としてイングリスは巨乳から「おっぱいちゃん」、レオーネも同様の理由で「（おっぱい）二号ちゃん」、モーリスは細い体格から「モヤシくん」、リップルは頭に獣の耳が付いている為「ケモ耳様」、リーゼロッテは髪型から「トンガリ」。

### 天上領
セオドア
声 - 中澤まさとも
天上領からカーラリア王国に新規に派遣されてきた特使。派閥は大公派。セイリーンの兄で、天上人には珍しくセイリーンと同じように地上の人々を見下していない。
イーベル
声 - 堀江瞬
天上人。地上の人間を見下す典型的な天上人。
血鉄鎖旅団を誘い出すためカーリアス国王との会合をでっち上げ、計画通りに血鉄鎖旅団と戦うも、武器化した天恵武姫を操る黒仮面の男に消滅させられた。

### 血鉄鎖旅団
レオン・オルファー
声 - 中村悠一
元はラファエルの同僚でエリスのパートナーである聖騎士だった。「天上人の機嫌を取らなければ魔石獣ともまともに戦えない」という現状を憂い、天上人に反発する抵抗組織・血鉄鎖旅団に身を投じる。
黒仮面の男
声 - 小西克幸
血鉄鎖旅団を率いる正体不明の男。黒い鉄仮面に全身黒ずくめの衣装で外套をつけている。霊素殻（）を発動しているイングリスの拳をまともに受け止める。作中でイングリス以外で霊素を操作した数少ない人物。このことから黒仮面の男も神騎士かもしれないとイングリスは考えたが、真相は現状では不明なままである。
システィア・ルージュ
声 - 喜多村英梨
血鉄鎖旅団に所属する天恵武姫。長槍使い。レオンや黒仮面の男と一緒に現れることが多い。

## 作品世界および用語

### 作品世界
女神アリスティアの加護を受けて英雄王が創始した王国の名はシルヴェール王国。後に千年続くと言われるほど優れた統治だった。
転生したイングリス・ユークスが生まれた国の名はカーラリア王国。イングリスが調べた範囲では前世のシルヴェール王国に関する情報は全くなく、前世で感じられた女神の存在も感じ取れない。一方で、前世には存在しなかった事物である天上領、天上人、魔石獣、虹の雨などが存在する。
前世と転生後の世界が同じかどうかイングリスも疑問を持っていたが、イングリス・ユークスとイングリス老王とが同一人物と認識する前世のキャラクターが転生後の世界に登場し、二つの世界は時間が経過した同一世界であることが確定した。

### 用語
神騎士（）
前世の青年イングリスが女神アリスティアの加護を受けた「半神半人」とでもいうべき存在。女神の存在を感じ取ることができ、万物の根源である 霊素（）の存在も感じて操作できる。転生後のイングリス・ユークスも、0歳の時点で霊素を感じて操作できたので、神騎士であることを自覚した。魔術の元になる 魔素（）も霊素を変換して作ることができる。
虹の雨（）・虹の粉薬（）
通常の雨と違って虹色に輝く雨。動物・虫・鳥などが浴びると魔石獣に変化する。一般の人には影響がないが、獣人には影響して魔石獣となる。血鉄鎖旅団は、虹の雨の成分を濃縮粉末にした天上人を魔石獣にする虹の粉薬を作っており、構成員は全員虹の粉薬を常備している。
魔石獣（ませきじゅう）・虹の王（）
魔石獣とは結晶化した宝石のようなものが体表にあり、人々などを襲う存在。通常武器はほとんど役に立たず、魔印武具を使わないと対処できない。通常は動物などが虹の雨を浴びて変身する形で現れるが、何らかの原因によって転移などで空間に直接出現することもある。最も強大な魔石獣は虹の王と呼ばれ、国を亡ぼす存在と言われている。
天上領（）・天上人（）
都市一つかそれ以上の面積を持つ空中に浮遊する島、または浮遊島で生活する人々（天上人）の社会全体を天上領と呼ぶ。地上にはない技術を持ち、多大な献上物と引き換えに魔印武具などを地上に渡している。一部例外を除いた多くの天上人は、地上の王侯貴族でさえ見下しており、地上の人の生死にも無関心である。後に、イングリスの前世である英雄王時代に治めていたシルヴェール王国が天上領の前身である事が分かってきた。
全員が生まれついての天上人という訳ではなく、元々地上の人間だった者が何らかの理由で天上人になった場合も存在する。前述の虹の雨・虹の粉薬に対しての免疫がなく、浴びるか投与されれば魔石獣と化してしまい、これは後天的に天上人となった場合でも同様である。ラーアルやその父親であるランバー（ファルス）の例から「天上人として作られた新たな身体に乗り換える」と思しき描写があり、若返りなど措置も含む場合「騎士として働く義務も発生する」とのこと。
天上領には大公派と教主連という対立する二つの派閥があり、地上の情勢にも大きな影響を与えている。大公派は魔印武具に加え機甲鳥（）や機甲親鳥（）を地上に与えたが、教主連はそれに対して地上の人間に必要以上に技術を与えるべきではないと強硬に反対している。
魔印（）
魔印武具（）を操るために必要な手の甲に着けられた印。下級中級上級特級と階級分けがあり、階級が上がるほど対応する強い武具が使える。イングリスの見るところでは、魔素の流れを固定化して刻印したもので、魔印武具を握っただけで自動的に魔素を注ぎ込むためのもの。強力な武器となる存在だが、天上領側には地上の反乱に備えて魔素の働きを阻害するフィールドを張る技術が存在し、このフィールド内では特級印でも無力化される。
なお、神騎士の場合、霊素が刻印を妨害してしまうため、魔印を着けることは出来ない。
魔印武具（）・天恵武姫（）
魔印武具とは地上の技術では制作できない天上領から授けられた武具。魔印があれば、魔印武具を使うと身体能力も引き上げられる。魔印武具は、それぞれにある奇蹟（）という特殊機能を利用することができる。
虹の王に対処できるのは、特級印を持つ聖騎士だけが使うことができる天恵武姫と呼ばれる魔印武具だけ。天恵武姫は元は人であり、同意の下で天上領に改造された存在。普段はベースとなった少女本来の姿をとっていて、個人としての記憶や人格も人だった頃そのままだが、寿命が非常に長くなっている。人間状態でも天恵武姫の戦闘能力は聖騎士並みに高い。真の力を開放すると武器の姿となり、特級印を持つ聖騎士が振るうことで真価を発揮する。
天恵武姫はその力を天上人に向かって使用することを防ぐため、真の力を開放した場合聖騎士の生命力を吸い取り死亡させるという細工がなされている。この細工は今まで天恵武姫達の心を傷つけてきたが、霊素を操作できる者であればこれに干渉し無効化することが可能。作中では、イングリスが武器となったエリスとリップルの真の力を使用してみせた上で、細工を無効化して何事もなく平然と生き残った。
血鉄鎖旅団（けつてっさりょだん）
天上人の支配から地上を取り戻す、という目的で暗躍する集団。
構成される団員は天上人への恨み、あくまでも地上を天上人の手を借りることなく自分達で守る事を目指している、など様々な理由で参加している。
地上の人間に与えられていないはずの空中戦艦なども所有しており、裏で天上人が協力している、そもそも首領である黒仮面の男が天上人である、などの仮説が立てられているが、現状では真相は不明。

## 既刊一覧

### 小説
- ハヤケン（著）・Nagu（イラスト） 『英雄王、武を極めるため転生す 〜そして、世界最強の見習い騎士♀〜』 ホビージャパン〈HJ文庫〉、既刊12巻（2024年8月1日現在）
  1. 2019年11月30日発売[11]、ISBN 978-4-7986-2064-0
  2. 2020年2月29日発売[12]、ISBN 978-4-7986-2147-0
  3. 2020年7月1日発売[13]、ISBN 978-4-7986-2244-6
  4. 2020年10月31日発売[14]、ISBN 978-4-7986-2344-3
  5. 2021年5月1日発売[15]、ISBN 978-4-7986-2479-2
  6. 2021年12月1日発売[16]、ISBN 978-4-7986-2675-8
  7. 2022年4月30日発売[17]、ISBN 978-4-7986-2826-4
  8. 2022年8月1日発売[18]、ISBN 978-4-7986-2886-8
  9. 2023年3月1日発売[19]、ISBN 978-4-7986-3016-8
  10. 2023年9月1日発売[20]、ISBN 978-4-7986-3264-3
  11. 2023年12月28日発売[21]、ISBN 978-4-7986-3381-7
  12. 2024年8月1日発売[22]、ISBN 978-4-7986-3595-8

### 漫画
『コミックファイア』（ホビージャパン）にて2019年12月6日より連載中。
- ハヤケン（原作）・Nagu（キャラクター原案）・くろむら基人（漫画） 『英雄王、武を極めるため転生す 〜そして、世界最強の見習い騎士♀〜』 ホビージャパン〈HJコミックス〉、既刊6巻（2025年2月3日現在）
  1. 2020年8月27日発売[25]、ISBN 978-4-7986-2268-2
  2. 2021年5月1日発売[26]、ISBN 978-4-7986-2496-9
  3. 2021年12月28日発売[27]、ISBN 978-4-7986-2653-6
  4. 2022年11月1日発売[28]、ISBN 978-4-7986-2885-1
  5. 2023年9月29日発売[29]、ISBN 978-4-7986-3156-1
  6. 2025年2月3日発売[30]、ISBN 978-4-7986-3468-5

## PV・Webアニメ
コミックファイアの公式Twitterにて配信。2020年10月31日には漫画版のPVが、11月7日・14日には短編アニメが、それぞれ配信された。

## リーディングライブ
本作を含むコミックファイアの漫画3作品を、ことだま屋本舗が「EXステージ×コミックファイア」として生アテレコによるリーディングライブ化した。OPENREC.tvでのオンライン配信のみで2021年3月6日に全2公演。
キャスト
- イングリス - 藤井ゆきよ
- ラフィニア - 西尾夕香
- ラファエル - 渡部康大
- イングリス王 - 鈴木コウタ
- リューク - 井上優
- ラーアル - 浅利遼太

## テレビアニメ
2021年11月にアニメ化企画進行中であることが発表され、2022年3月にテレビアニメ化が発表された。2023年1月から3月までテレビ東京ほかにて放送された。

### スタッフ
- 原作 - ハヤケン[4]
- キャラクター原案 - Nagu[4]
- 漫画 - くろむら基人[4]
- 監督 - 葛谷直行[4]
- シリーズ構成 - 広田光毅[4]
- キャラクターデザイン - 大藤玲一郎[4]
- サブキャラデザイン - 宮川知子、松田りおん、福井麻記[4]
- 魔石獣デザイン - 久我嘉輝[5]
- 総作画監督 - 大藤玲一郎、宮川知子、野本正幸、松田りおん[4]
- プロップデザイン - 久我嘉輝、松田りおん、大藤玲一郎
- 色彩設計 - 西栄子[5]
- 美術監督 - 合六弘、里見篤[5]
- 撮影監督 - 武原健二[5]
- CGディレクター - 沼尻勇人[5]
- オフライン編集 - 三宅圭貴[5]
- 音響監督 - 郷文裕貴[4]
- 音響効果 - 高梨絵美
- 音楽 - 東大路憲太[4]
- 音楽制作 - 日本コロムビア[5]
- 音楽プロデューサー - 天野大地
- プロデューサー - 永野雅彦、神部宗之、和田雄一郎、前坂栄司、楊國祥、児玉吹生、小澤文啓、福井詔雄
- 制作プロデューサー - 熊谷侑也
- アニメーション制作 - スタジオコメット[4]
- 製作 - 『英雄王、武を極めるため転生す』製作委員会

### 主題歌
「DAY1」
AUO feat. MORISAKI WINによるオープニングテーマ。作詞・編曲はLen、作曲はアオワイファイ。
「セルフハグ・ビッグラヴ」
ゆいにしおによるエンディングテーマ。作詞・作曲はゆいにしお、編曲は宮川弾。

### 各話リスト
| 話数   | サブタイトル             | 脚本     | 絵コンテ | 演出            | 作画監督                                                                                             | 総作画監督          | 初放送日       |
| ------ | ------------------------ | -------- | -------- | --------------- | --- | ------------------- | -------------- |
| 第1話  | 英雄王イングリス、転生す | 広田光毅 | 葛谷直行 | 鈴木恭兵        | 野本正幸 飯田清貴                                                                                    | 大藤玲一郎          | 2023年 1月10日 |
| 第2話  | 天恵武姫の邂逅           | 広田光毅 | 葛谷直行 | -               | Kim Mal Nam Kim Young Sub Shin Na La 原田峰文                                                        | たむらかずひこ      | 1月17日        |
| 第3話  | 王都への旅立ち           | 広田光毅 | 葛谷直行 | 徐恵眞          | 渡辺真紗子 姉崎早也花 斎藤大輔                                                                       | 松田りおん          | 1月24日        |
| 第4話  | 天上人が支配する街       | 広田光毅 | 葛谷直行 | 鈴木恭兵        | 野本正幸 加藤壮 飯田清貴 塚田ひろし                                                                  | 宮川知子            | 1月31日        |
| 第5話  | 王立騎士アカデミー       | 広田光毅 | 葛谷直行 | 佐藤友一        | 桜井木の実 宇都木勇 中山和子 成瀬藍 岩永遼太 Suwarin Promjutikanon Chotanan Pipobworachai 松田りおん | 松田りおん          | 2月7日         |
| 第6話  | 試練の迷宮               | 広田光毅 | 葛谷直行 | 山崎立士        | Kim Mal Nam Kim Young Sub Shin Na La 澤口裕也 渕脇泰賀                                               | たむらかずひこ      | 2月14日        |
| 第7話  | 天恵武姫の病             | 田沢大典 | 葛谷直行 | 山内東生雄      | 松田りおん 渡辺真紗子 斎藤大輔                                                                       | 野本正幸            | 2月21日        |
| 第8話  | リップル護衛指令         | 広田光毅 | 西田正義 | 辻紗耶佳        | jumondou seoul 松田りおん                                                                            | 宮川知子 徳永さやか | 2月28日        |
| 第9話  | 新しい魔印武具           | 田沢大典 | 三宅和男 | 前園文夫        | 耿松 小野ひろみ 長坂綾子 内藤圭                                                                      | 加藤壮              | 3月7日         |
| 第10話 | 天上人襲撃計画           | 田沢大典 | 葛谷直行 | 辻紗耶佳 李起燮 | jumondou seoul                                                                                       | 野本正幸            | 3月14日        |
| 第11話 | 見習い騎士、無双す       | 広田光毅 | 葛谷直行 | 高橋雅之        | 飯田清貴 斎藤大輔 加藤壮                                                                             | 松田りおん          | 3月21日        |
| 第12話 | 激突！英雄王vs虹の王     | 広田光毅 | 葛谷直行 | 鈴木恭兵        | 加藤壮 鈴木光 渡辺真紗子 塚田ひろし                                                                  | 野本正幸            | 3月28日        |

### 放送局
| 放送期間                | 放送時間                     | 放送局     | 対象地域   | 備考                                 |
| ----------------------- | ---------------------------- | ---------- | ---------- | ------------------------------------ |
| 2023年1月10日 - 3月28日 | 火曜 1:45 - 2:15（月曜深夜） | テレビ東京 | 関東広域圏 |                                      |
| 2023年1月11日 - 3月29日 | 水曜 21:30 - 22:00           | AT-X       | 日本全域   | CS放送 / 字幕放送 / リピート放送あり |
| 2023年1月13日 - 3月31日 | 金曜 0:30 - 0:59（木曜深夜） | BSテレ東   | 日本全域   | BS/BS4K放送                          |

| 配信開始日    | 配信時間                       | 配信サイト |
| ------------- | ------------------------------ | --- |
| 2023年1月10日 | 火曜 2:15（月曜深夜）          | dアニメストア（本店・ニコニコ支店・for Prime Video） |
| 2022年1月15日 | 日曜 2:15（土曜深夜） 以降順次 | ABEMAプレミアム Amazon Prime Video DMM TV FOD Hulu J:COMオンデマンド milplus Paravi TELASA auスマートパスプレミアム U-NEXT アニメ放題 バンダイチャンネル ABEMA GYAO! ニコニコ生放送 Google Play GYAO!ストア HAPPY!動画 music.jp Rakuten TV VIDEX YouTube ニコニコチャンネル ビデオマーケット ムービーフルPlus |

| テレビ東京 火曜1:45 - 2:15（月曜深夜）                   | テレビ東京 火曜1:45 - 2:15（月曜深夜）                         | テレビ東京 火曜1:45 - 2:15（月曜深夜）                                                                    |
| 前番組                                                   | 番組名                                                         | 次番組 |
| -------------------------------------------------------- | -------------------------------------------------------------- | --- |
| 東京リベンジャーズ （第1期・再放送） ※毎日放送・AT-X製作 | 英雄王、武を極めるため転生す 〜そして、世界最強の見習い騎士♀〜 | 絆のアリル ファーストシーズン （1:30 - 2:00） 異世界はスマートフォンとともに。2 （2:00 - 2:30） ※AT-X製作 |

### BD
| 巻 | 発売日        | 収録話         | 規格品番  |
| -- | ------------- | -------------- | --------- |
| 上 | 2023年3月29日 | 第1話 - 第6話  | COXC-1307 |
| 下 | 2023年4月26日 | 第7話 - 第12話 | COXC-1308 |

## ミニアニメ
YouTube『【公式】HJ文庫・HJノベルス・コミックファイア』で配信の短編アニメ。制作はAQUA ARIS/マグマスタジオ。
| 話数  | サブタイトル                 | 配信日          |
| ----- | ---------------------------- | --------------- |
| 第1話 | -                            | 2020年 11月7日  |
| 第2話 | -                            | 11月14日        |
| ep.01 | 英雄王、美少女に転生する     | 2022年 10月22日 |
| ep.02 | 底なしの別腹                 | 10月29日        |
| ep.03 | おままごとはリアリティが大事 | 11月5日         |
| ep.04 | 私って、カワイイ？           | 11月12日        |
| ep.05 | お見合いなんて、ゴメンです！ | 11月19日        |
| ep.06 | 大きすぎても困るのだが       | 11月26日        |
| ep.07 | 親馬鹿なパパたち             | 12月3日         |
| ep.08 | 金欠の原因は！？             | 12月10日        |
| ep.09 | クリスと音楽                 | 12月17日        |
| ep.10 | 最新技術・フライギア！       | 12月24日        |
| ep.11 | 物知りイングリス             | 12月31日        |
| ep.12 | 英雄王が許しません！         | 2023年 1月7日   |
| ep.13 | 英雄王は過保護気味           | 1月10日         |
| ep.14 | もしも魔印があったなら       | 1月17日         |
| ep.15 | メイクって大変               | 1月24日         |
| ep.16 | 私より強い奴に会いに行きます | 1月31日         |
| ep.17 | ドレスは女の夢だもの         | 2月7日          |
| ep.18 | 街を歩けば                   | 2月14日         |
| ep.19 | 英雄王式ブートキャンプ       | 2月21日         |
| ep.20 | 魔石獣をペットに             | 2月28日         |
| ep.21 | 修行はハンパじゃ駄目だから   | 3月7日          |
| ep.22 | 私が彼女で、彼女が私。       | 3月14日         |
| ep.23 | 若さっていいな               | 3月21日         |
| ep.24 | 2度目の人生はもっと賑やか    | 3月28日         |

## ゲーム
『英雄王、武を極めるため転生す～ブレイブリーロード～』
2023年2月22日よりG123で配信が開始されたプラウザゲーム。基本プレイ無料（ゲーム内アイテム課金制）。